# Amlogic
Amlogic est une société de microélectronique américaine dont le siège est basé à Santa Clara, Californie. Elle produit notamment des SoC d'architecture ARM, orientés multimédia, jeux et internet. Ces SoC contiennent des ARM cortex A8 et A9 et sont généralement utilisés dans les tablettes à faible prix.
En dehors de son siège de Santa Clara, Amlogic est implantée en Chine à Pékin, Shanghai et Hong Kong.

## Produits
L'Amlogic AML7366-M est orienté vidéo, il est notamment composé d'un cortex A9 à 1 GHz et d'un GPU composé de deux cœurs et supporte trois sorties HDMI.
Les Amlogic AML8726-M3 et AML8726-M3L, orientés internet mobile (smartphone et tablette tactile) sont composés d'un CPU cortex A9 entre 800 Mhz et 1 GHz, et d'un GPU composé d'un seul cœurs Mali 400MP à 250 MHz et d'un VPU propriétaire pouvant décoder le 1080p FullHD.
Les Amlogic AML8726-M6 ou MX est une version musclée du même processeur. Il est composé de deux cœurs ARM de type Cortex A9 à 1,5 Ghz maximum (Plus souvent 1,2 Ghz) et d'un GPU Mali 400MP double cœurs à 300 Mhz. On peut le trouver notamment dans les nouvelles tablettes Ainol Novo 7 comme la Aurora II ou la Crystal et Fire (Ou flame).